# Hemicardiacus
Hemicardiacus  (лат.) — род равнокрылых насекомых из семейства горбаток (Smiliinae, Membracidae).
Неотропика (Центральная Америка).
Пронотум высокий листовидный, почти полностью покрывает передние крылья, плечевые углы увеличены, длинные, своими основанием сближены с боковыми краями глаз. Растения-хозяева: Fagaceae (Quercus)
.

## Систематика
Род включён в подсемейство Smiliinae в качестве incertae sedis. Ранее включался или в трибу Telamonini или в Smiliini.
- Hemicardiacus saundersi Plummer